# Conway Springs
Conway Springs är en ort i Sumner County i Kansas. Vid 2020 års folkräkning hade Conway Springs 1 086 invånare.